# Грин-парк
Грин-парк (Green Park) — один из королевских парков Вестминстера, представляющий собой своего рода перемычку между Гайд-парком (к северо-западу) и Сент-Джеймсским парком (к востоку). Южный предел Грин-парка обозначает улица Мэлл, а северный — Пикадилли.
История парка восходит ко временам Генриха VIII. Долгое время это было излюбленное место для дуэлей британских аристократов. В отличие от других лондонских парков, в Грин-парке нет прудов и практически нет памятников.К  исключениям относится знаменитый мемориал королевы Виктории, установленный на стыке с Сент-Джеймсским парком (т. н. Сады королевы), напротив Букингемского дворца. Также на территории Грин-парка установлен военный мемориал Bomber Command Memorial.

## Галерея

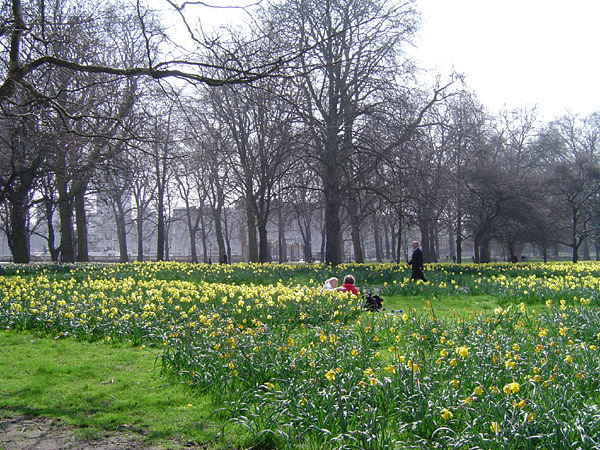
Грин-парк
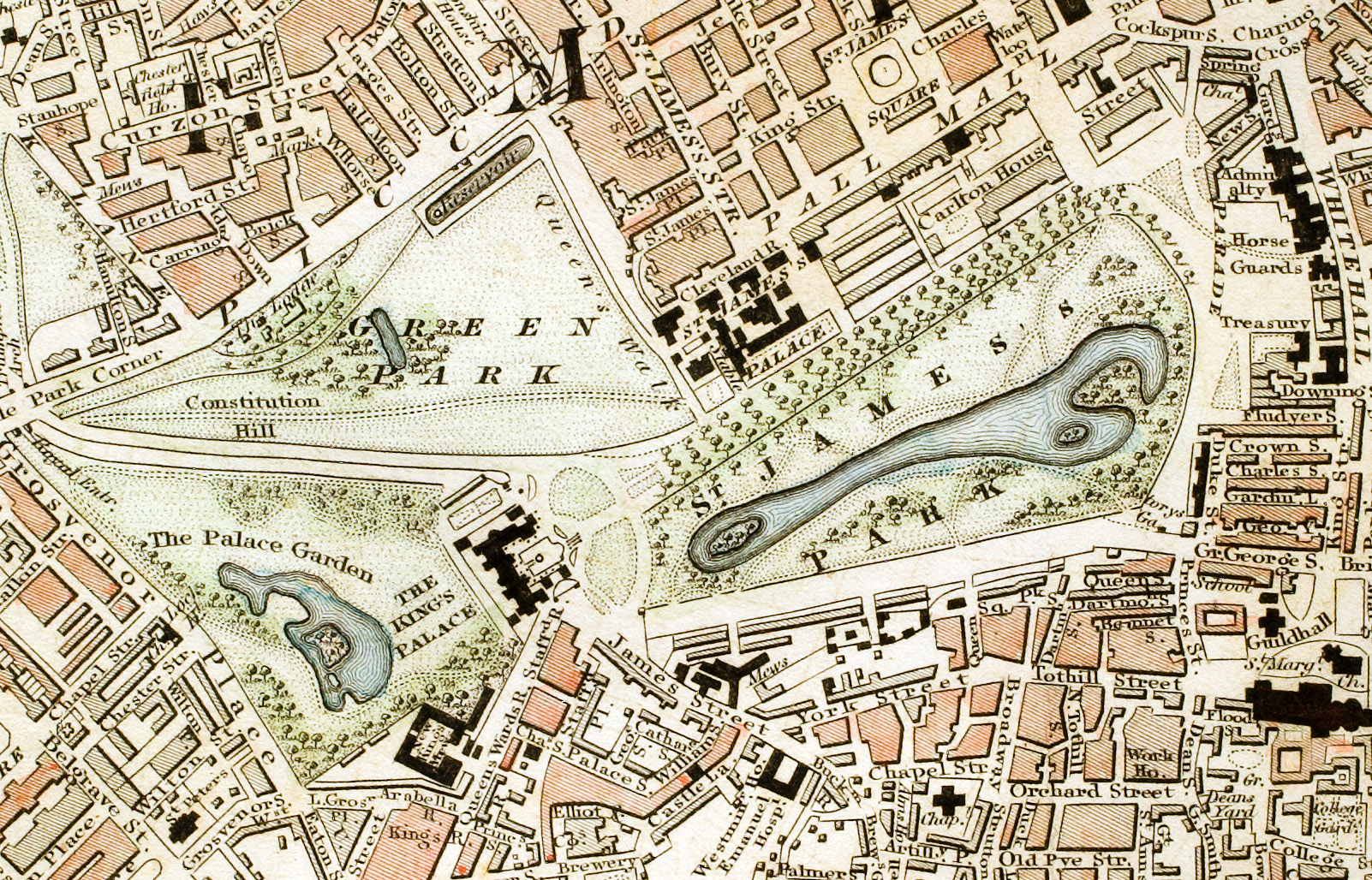
Грин-парк и Сент-Джеймсский парк в 1883